# Barići (Višnjan)
Barići is een plaats in de gemeente Višnjan in de Kroatische provincie Istrië. De plaats telt 31 inwoners (2001).